# معركة وجدة (1248)
حدثت معركة وجدة عندما قام الخليفة الموحدي أبو الحسن السعيد بدعم من المرينيين بتوجيه هجوم ضد الزيانيين .
في عام 1248 انضم الموحدون إلى المرينيين الذين استسلموا للتو للخليفة الموحدي حيث حاصروا القلعة التي كان يقيم فيها الملك الزياني يغمراسن بن زيان 
أقام الخليفة الموحدي أبو الحسن السعيد المعتضد معسكرًا ودعا يغمراسن للخضوع له والاعتراف به سيدًا وملكا عليه. رفض يغمراسن هذه الدعوة وسار الخليفة الموحدي ضده، وتعرض الخليفة الموحدي لكمين وهزمه يغمراسن  قُتل الخليفة الموحدي وأخذ رأسه وأمر بعرضه على أمه.